# Янаки Смирнов
Янаки Валентинов Смирнов е български футболист, играе като централен нападател, но може да се изявява и като втори такъв непосредствено зад централния. Силният му крак е десният. Юноша на Академия Литекс. Играе за Добруджа (Добрич).

## Кариера
Любовта по футбола наследява от баща си Валентин Смирнов, който е тренирал футбол в Черно море, но не стига до мъжкия състав. Майката е бивша хандбалистка. Когато е още малък семейството на Янаки живее в Гърция, където развива скромен частен бизнес. Шестгодишен Янаки е заведен от татко си на една от тренировките на детския отбор на Панатинайкос. Треньорите го включват в заниманието и набързо забелязват качествата му. Малкият Янаки е приет в ДЮШ на атинския гранд. Година по-късно родителите му се прибират в България и той решава да продължи обучението си в ДЮШ на ПФК Спартак (Варна). Първите му треньори при „соколите“ са Димитър Митов, а по-късно Тодор Попов и Петър Андреев. С варненци участва на един международен турнир в Барселона, където завършват на второ място, а той става голмайстор на турнира. През 2005 г. се явява на кастинга на Жилет за откриване на деца-таланти, в края на който е избран сред 6-те български млади футболисти измежду 3000 участници, които лично Христо Стоичков избира да се обучават в неговата школа в Испания. По време на кастинга талантливия юноша отбелязва над 20 гола и софийските Левски (София) и ЦСКА (София) веднага привикват таткото на преговори.
 Той категорично отказва като заявява, че хлапето ще пробва късмета си в Барса. Школата на „Камата“ се нарича „Виляфранка“ и се намира в едноименното градче, (на испански Villafranca del Panadés) разположено на около 30 км от Барселона. В нея под ръководството на испанския специалист Хорхе Гаяго варненецът играе както за своята възрастова група, така и за родените през 1990 г., като бързо се превръща във водеща фигура. Изиграва за първенството общо 24 мача, в които отбелязва впечатляващите 50 гола, като само в един мач бележи в противниковата врата цели 7 попадения.
След края на това обучение от школата му предлагат да остане за още една година и евентуално тогава, ако го харесат, да отиде във ФК Барселона, но Янаки отказва с мотива, че вече е показал това, на което е способен. Прибира се с другите в България, където отново е обсипан с оферти на столичните грандове Левски (София) и ЦСКА (София), но Стоичков категорично отказва като води децата в комплект в Академия Литекс. За разлика от другите деца, с които идва от Испания в Литекс, Янаки бързо се приспособява и се превръща в основен голмайстор на отбора. Не закъсняват и повиквателните за Националния отбор. Първият му треньор в Академията е Петко Петков, а после и Евгени Колев.
През 2009 г. става шампион на България при юношите младша възраст, родени 1992 г., като в директен спор за титлата Литекс побеждава в Правец връстниците си от Левски (София) с 4:2. Пак през същата година на VI издание на Международния юношески турнир „Юлиян Манзаров“ Литекс воден от треньора Петко Петков и с Янаки в състава си попадат в т.нар. „желязна група“ в които са още отборите на Левски (София), ЦСКА (София) и Стяуа Букурещ. „Оранжевите“ завършват на първо място и се класират на финал. Там за трофея спорят с „гранда“ Барселона и след победа с 1:0 печелят турнира. През същата година Янаки Смирнов е неизменен титуляр и в дублиращия отбор на Литекс, като за сезон 2008/09 записва общо над 60 изиграни мача за Националния отбор, както и за своята възрастова група в Академия Литекс и дубъла. Шампион на България с дублиращия отбор на Литекс за сезон 2009/10. През сезон 2010 – 11 става шампион със старшата възраст в Елитната юношеска група до 19 години като става голмайстор и отбелязва 23 гола. На 2 юни 2011 Янаки подписва тригодишен професионален договор с отбора на Литекс. От началото на сезон 2011/12 играе под наем във втородивизионния Спартак (Варна). В края на 2011 г. е избран за „Футболист №1 на Спартак 2011“ От началото на 2012 г. Христо Стоичков го връща в Литекс. През сезон 2014 – 15 г. играе в „Локомотив“ (ГО) и става голмайстор на Б ПФГ с 23 гола.

### „Лудогорец“
Дебютира в Б ПФГ на 25 юли 2015 г. с гол в срещата Лудогорец II-Дунав (Русе) 2 – 3. Отбелязва първия си гол за „Лудогорец“ в мач от 1/16 финали от турнира за Купата на България на 23 септември 2015 г. в срещата ФК Локомотив 1929 (Мездра)-„Лудогорец“ 0 – 5. Дебютира в А ПФГ на 22 май 2016 г. в срещата Лудогорец-Берое (Стара Загора) 0 – 2.

### Национален отбор
През 2007 г. с юношеския Национален отбор до 15 г. със старши треньор Борис Ангелов взима участие в престижен турнир проведен в Италия с участието на общо 32 отбора. Младите лъвчета отбелязват общо 11 гола, 8 от които на капитана Янаки Смирнов с което става голмайстор на турнира.

## Успехи
- Шампион на България при юноши младша възраст, родени 1992 г. – 2009
- Международен юношески турнир „Юлиян Манзаров“ – 2009
- Шампион на България в Дублираща футболна група – 2009/10
- Шампион на България при юноши старша възраст до 19 г. – 2010/11